# 少鳞鱚
少鳞鱚（学名：Sillago japonica），又名青沙鮻、沙腸仔，为鱚科鱚属的鱼类，俗名青沙。分布于印度尼西亚、菲律宾、朝鲜、日本、臺湾以及南海及东海等。该物种的模式产地在長崎、日本。